# Susanne Bay
Susanne Bay (* 5. Januar 1965 in Crailsheim) ist eine deutsche Politikerin (Bündnis 90/Die Grünen). Seit Februar 2022 ist sie Regierungspräsidentin des Regierungspräsidiums Stuttgart. Zuvor war sie von 2016 bis 2022 über das Erstmandat des Wahlkreises Heilbronn Mitglied des Landtags von Baden-Württemberg.

## Leben
Bay ist das erste Kind ihrer Eltern und hat noch einen Bruder und eine Schwester. Sie wuchs in Heilbronn auf. Dort besuchte sie zunächst die Dammgrundschule, anschließend das Justinus-Kerner-Gymnasium Heilbronn, auf dem sie 1984 das Abitur bestand. Danach absolvierte sie ein Studium zur Diplom-Verwaltungswirtin in Ludwigsburg.
Nach erster Berufstätigkeit in Tübingen zog Bay mit ihrem Mann und ihrer ersten Tochter in der ersten Hälfte der 1990er-Jahre wieder nach Heilbronn, wo sie nach einer Familienpause bei einer Einrichtung der ambulanten Behindertenhilfe arbeitete.
Von 2009 bis zum Januar 2022 war Susanne Bay Stadträtin in Heilbronn, ab 2011 als Fraktionsvorsitzende der Grünen-Fraktion. Bei der Landtagswahl in Baden-Württemberg 2011 trat sie im Wahlkreis Heilbronn erstmals für die Grünen an, erzielte aber kein Mandat. Bei der Landtagswahl 2016 wurde sie schließlich über ein Direktmandat gewählt. Bei der Landtagswahl 2021 konnte sie erneut über ein Direktmandat in den Landtag einziehen.
Am 1. Februar 2022 trat sie als Nachfolgerin von Wolfgang Reimer das Amt der Regierungspräsidentin des Regierungspräsidiums Stuttgart an. Im Zuge dessen legte sie ihr Gemeinderats- und ihr Landtagsmandat nieder. Für sie rückte Gudula Achterberg in den Landtag nach.
Auf Vorschlag der Landtagsfraktion von Bündnis 90/Die Grünen wurde Bay zum Mitglied der 17. Bundesversammlung für Baden-Württemberg gewählt.
Bay ist verheiratet und hat zwei Töchter. Sie lebt mit ihrer Familie in Heilbronn. Sie ist evangelischer Konfession.

## Mitgliedschaften
Susanne Bay ist Mitglied der Europa-Union Deutschland.